# 金溶植
金 溶植（キム ヨンシク、1913年11月11日 - 1995年3月31日）は、大韓民国の政治家、外交官。本貫は金海金氏。

## 生涯
1913年、慶尚南道龍南郡にて誕生。1937年、日本の中央大学を卒業。1949年1月、外務部に入省。駐香港領事、駐ホノルル総領事、駐日本公使、駐フランス公使、駐ジュネーブ公使、駐フィリピン大使、駐国連大使、駐イギリス大使、駐アメリカ大使、外務部長官、国土統一院長官、無任所長官、大統領外交担当特別補佐官、大韓赤十字社総裁を歴任した。
1988年ソウルオリンピックの剰余金で創設された平和賞基金の委員長職を最後に公職を退いた。朝鮮戦争当時は釜山に避難し、慶尚南道知事官舎を利用した大統領官邸に寄宿した。
2008年、民族問題研究所の親日人名辞典編纂委員会により、親日派リスト司法部門にリストアップされた。